# Aedes impostor
Aedes impostor är en tvåvingeart som beskrevs av Schick 1970. Aedes impostor ingår i släktet Aedes och familjen stickmyggor.
Artens utbredningsområde är Guatemala. Inga underarter finns listade i Catalogue of Life.